# Autoroute portugaise VRI
Pour les articles homonymes, voir VRI.
L'autoroute portugaise VRI (Via Regional Interior) est une courte antenne autoroutière de l'agglomération de Porto, d'une longueur de 3 km et permettant de relier l'  à l'.
Cette antenne dessert l'aéroport de Porto et est gratuite (concessionnaire: Aenor).
Voir le tracé de la VRI sur GoogleMaps

## Historique des tronçons
| Tronçon | État                                                  | km  |
| ------- | ----------------------------------------------------- | --- |
| VRI     | En service (2006) (Concession : SCUT do Grande Porto) | 2,9 |

## Capacité
| Section | Capacité | Longueur |
| ------- | -------- | -------- |
| VRI     |          | 3 km     |

## Itinéraire
| Sorties | Villes                               |
| ------- | ------------------------------------ |
|         | Aéroport de Porto Vila do Conde Maia |
|         | Matosinhos Vila Real                 |